# Y Puppis
Y Puppis är en halvregelbunden variabel (SRB) i stjärnbilden Akterskeppet. 
Stjärnan har en fotografisk magnitud som varierar 9,2-9,9 med en period som kan vara ungefär 110 dygn.